# Nhân vật trong tác phẩm Cổ Long
Cổ Long là nhà văn viết tiểu thuyết võ hiệp nổi tiếng, với 69 tác phẩm văn học đã được trình bày đến công chúng cùng với nhiều nhân vật chính và phụ điển hình.

## Đặc điểm
Tiểu thuyết của ông mang phong cách hiện đại, tính triết lý sâu sắc, rất khác biệt với các võ hiệp tiểu thuyết gia cùng thời và trước đó. Truyện của ông hoàn toàn hư cấu về thời gian và không gian nhưng tâm lý và quan hệ của các nhân vật trong truyện lại rất thật.
Cổ Long không miêu tả kỹ về xuất thân và võ công mà xoay quanh nội tâm của các nhân vật, thường thì họ không phải những mẫu anh hùng điển hình toàn diện, mà là một con người thực, có tốt có xấu, có lúc sai có lúc đúng, ham mê tửu sắc giống như bản thân Cổ Long. Kết thúc truyện của ông đôi khi rất dở dang nhưng chính sự dở dang đó đã để lại nhiều suy nghĩ trong lòng người đọc, giúp chúng ta hiểu ra được nhiều điều
Trong số những tác phẩm của ông, nhiều nhân vật được bạn đọc yêu mến. Dưới đây là một số nhân vật.

## Lý Tầm Hoan
Lý Tầm Hoan (chữ Hán: 李尋歡, bính âm: Li Xunhuan) hay còn gọi là Lý Thám Hoa vì từng đỗ Thám hoa, tinh thông võ nghệ nhất là tài phóng phi đao "không bao giờ trượt" (lệ bất hư phát) đã lấy mạng khá nhiều kẻ thù. Bách Hiểu Sinh, tác giả của Binh Khí Phổ ca ngợi: "Tiểu Lý phi đao - Lệ bất hư phát". Lý Tầm Hoan nổi tiếng trong giang hồ thành thạo về tửu và sắc, tuy nhiên đây là một nhân vật gặp phải nhiều đau khổ trong cuộc sống, bắt đầu bằng việc anh nhường người mình yêu là Lâm Thi Âm cho huynh đệ kết nghĩa Long Tiêu Vân (thực chất Lý Tầm Hoan vì quá nghĩa khí, coi trọng tình huynh đệ nên đã mắc mưu của người anh kết nghĩa này). Từ đó kéo theo biết bao đau khổ trong cuộc đời của người Thám hoa này. Lý Tầm Hoan vẫn luôn yêu thương Lâm Thi Âm và mặt khác, Lâm Thi Âm tuy đã là vợ và có con với Long Tiêu Vân những vẫn luôn nhớ nhung khi gặp Lý Tầm Hoan. Sau này vì nhớ thương mà Tầm Hoan đâm ra nghiện rượu và bị bệnh lao.
Do là nhân vật được truyền tụng nhiều bậc nhất trong võ lâm với tài phi tiểu đao nhanh tới mức tuyệt đỉnh, những nhân vật có tiếng trong giang hồ liên tục truy đuổi và thách đấu với Lý Tầm Hoan. Nhưng bên cạnh đó, Lý Tầm Hoan cũng gặp nhiều bằng hữu tốt như Tiểu Phi (A Phi), Tôn tiên sinh, Thiết Giáp Kim Cương... Họ cảm phục con người chàng, coi chàng là nhân vật võ lâm tuyệt vời nhất, có nhân cách cao cả nhất. Sau khi thắng Thượng Quan Kim Hồng - địch thủ lớn nhất của Lý Tầm Hoan trong võ lâm, tình yêu của Lý Tầm Hoan đã hồi sinh với Tôn Tiểu Hồng.

## Sở Lưu Hương
Sở Lưu Hương (Chu Liuxiang) cũng là một nhân vật chính trong tác phẩm kiếm hiệp của Cổ Long và xuất hiện trong bộ Sở Lưu Hương liệt hệ. Nguyên là một vị hoàng tử trong cung phải lưu lạc xuống nhân gian trong một âm mưu cung đình. Sở Lưu Hương có biệt tài trộm cắp giống như Robin Hood ở châu Âu nên được gọi là "Đạo soái" hay "Hương soái". Từ Lưu Hương trong tên Sở Lưu Hương là do trên người Sở Lưu Hương luôn có túi hương chứa một mùi hương đặc biệt và khi trộm một món đồ thường thường lưu lại mùi thơm đặc biệt đó nên danh hiệu Sở Lưu Hương cũng xuất phát từ đó (lưu lại mùi hương đặc trưng) Sở Lưu Hương là nhân vật đào hoa trong tiểu thuyết võ hiệp Cổ Long. Anh có ba người tri kỉ nổi tiếng là Tô Dung Dung, Tống Điềm Nhi, Lý Hồng Tụ. Ngoài ra người con gái anh yêu là Trương Khiết Khiết, anh gặp, yêu và có con với cô trong phần Đào Hoa Truyền Kỳ. Họ được xem là đôi tình nhân đau khổ nhất của Cổ Long. Sở Lưu Hương có nhiều bạn tốt như Hoa Hồ Điệp Hồ Thiết Hoa và Trung Nguyên Nhất Điểm Hồng (là đối thủ và sau này thành bạn).
Có thể nói Sở Lưu Hương là người danh chấn thiên hạ, trong giang hồ đầy dẫy những lời đồn về nhân vật này. Mẫu hình nhân vật này là một người đàn ông trong mơ tưởng của các phụ nữ, anh ta là đạo soái, đẹp trai, có tánh phong lưu, thích mạo hiểm, thích hưởng thụ, thích cấp thời hành lạc, không bị danh lợi bó buộc, chỉ làm những gì mình thích và không ai có thể cưỡng bức anh ta...
Bên cạnh đó, Sở Lưu Hương còn là người trọng tính nghĩa, coi trọng công lý, thích xen vào chuyện thiên hạ, hay ra tay can thiệp vào công việc bất công, nên lúc nào cũng được bạn bè và mỹ nữ kính nể. Anh ta còn là một người sành điệu trong ẩm thực, biết cách ăn mặc nhất và cũng là tay cờ bạc hào phóng nhất. Bất kể là ai, người trong hắc đạo hay bạch đạo, đều nhìn nhận Sở Lưu Hương là người độc nhất vô nhị trên đời này....
Võ công cao nhất của Sở Lưu Hương là Đàn chỉ thần công tuy nhiên anh chỉ sử dụng vào lúc nguy khốn nhất còn bình thường với khinh công tuyệt luân thuộc hàng đệ nhất và bản chất nội lực thâm hậu nên việc anh sử dụng cây quạt của mình đã gần như là không đối thủ. Một đặc điểm nữa là Sở Lưu Hương không bao giờ giết người thậm chí dù đó là kẻ thù đáng phải giết.

## Lục Tiểu Phụng
Lục Tiểu Phụng (陆小凤, Lu Xiao Feng) là một nhân vật biệt hiệu "Tứ mi mao" - người có bốn hàng lông mày, bởi bộ ria mép của anh mảnh như lông mày. Nhân vật này là một người chuyên làm việc nghĩa, tuy có võ công lợi hại là Linh Tê Nhất Chỉ, song Cổ Long không chú trọng lắm về việc miêu tả võ công của anh, mà tập trung khai thác khả năng phá án. Lục Tiểu Phụng đã phá những vụ án bí hiểm trên giang hồ như vụ kho tàng của Vương Triều Kim Bằng, vụ án ở U Linh Sơn trang, đại âm mưu ẩn trong cuộc quyết chiến giữa Diệp Cô Thành và Tây Môn Xuy Tuyết trong "Tiền Chiến Hậu Chiến"...
Tật xấu của nhân vật này là mê rượu và nữ nhân. Lục Tiểu Phụng còn có những "biệt hiệu" khác do các "hảo bằng hữu" đặt cho: Lục Ba Trứng, Lục Tiểu Kê... Lục Tiểu Phụng cùng với Tây Môn Xuy Tuyết và Hoa Mãn Lâu hợp thành bộ ba danh chấn giang hồ tức là gió - tuyết - hoa. Những vụ án Kim Bằng Vương Triều, Thanh Y Lâu, U Linh Sơn Trang v.v... đã khiến cho nhân vật Lục Tiểu Phụng trở thành truyền thuyết. Đây cũng là một trong những nhân vật của cố nhà văn Cổ Long được dựng thành phim nhiều nhất.
Lục Tiểu Phụng lãng tử, tài hoa và nghĩa hiệp, một "thiên hạ đệ nhất chỉ" hay linh trì nhất chỉ người luôn làm cho giới võ lâm phải bái phục. Lục Tiểu Phụng luôn phiêu bạt giang hồ để khám phá, ngăn chặn những âm mưu thanh trừ giới võ lâm để xưng bá và một Lục Tiểu Phụng có lúc phải tham gia tìm kiếm nhiều bí mật của những cuốn bí quyết võ lâm, khám phá và phá tan âm mưu giết vua để hoàn thành ước nguyện thống nhất Trung nguyên của Phù Tào Quốc. Lục Tiểu Phụng luôn cứu giúp những người gặp hoạn nạn trên đường đi tìm đứa con gái thất lạc và chàng cũng lập công tìm kiếm lại được số châu báu ngọc ngà bị mất của Thái Bình thế tử chỉ sau một đêm. Và chính khi vào cuộc, Lục Tiểu Phụng cũng luôn gặp lao đao, lúc bị truy sát, lúc bị tấn công nhưng người luôn giữ được dũng khí, phá được mọi âm mưu trên giang hồ.

## Tiêu Thập Nhất Lang
Tiêu Thập Nhất Lang (chữ Hán: 蕭十一郎, bính âm: Xiao Shi Yi Lang) là một nhân vật hư cấu chính diện trong một tiểu thuyết võ hiệp, trinh thám cùng tên của nhà văn Cổ Long. Trong tiểu thuyết này, Tiêu Thập Nhất Lang được xây dựng là một nhân vật lãng tử giang hồ, ham thích phiêu lưu và có mối quan hệ đặc biệt với hai người con gái là Thẩm Bích Quân và Phong Tứ Nương. Cuộc đời của Tiêu Thập Nhất lang luôn hàm chứa sự cô độc và anh luôn hành động một mình một cách bí hiểm. Sóng gió giang hồ luôn ập đến cuộc đời của anh.

## Tiểu Ngư Nhi
Tiểu Ngư Nhi là nhân vật chính trong bộ Tuyệt đại song kiêu. Cuộc đời của Tiểu Ngư Nhi bắt đầu khi Yêu Nguyệt cung chủ căm hận Giang Phong không đáp trả tình yêu của hai chị em họ, lại đi yêu Hoa Nguyệt Nô vốn chỉ là một nữ tỳ, nên đã ra tay giết hại vợ chồng họ. Chưa hả cơn giận, Yêu Nguyệt theo kế của em gái Lân Tinh bắt hai đứa trẻ song sinh của họ phải chịu cảnh chia lìa: Yêu Nguyệt giữ lại Hoa Vô Khuyết, và giao Tiểu Ngư Nhi cho Yến Nam Thiên. Bà ta muốn hai đứa bé lớn lên sẽ giết hại lẫn nhau, đấy mới chính là cách trả thù cay độc nhất.
Tiểu Ngư Nhi và Hoa Vô Khuyết lớn lên trong hai hoàn cảnh khác nhau, với hai tính cách khác nhau. Hoa Vô Khuyết tướng mạo phi phàm, võ nghệ cao cường, song, lạnh lùng, ít nói, điềm đạm chỉ biết nghe theo lời của hai vị cung chủ. Tiểu Ngư Nhi thì hoạt bát, lém lỉnh. Tiểu Ngư Nhi sau được Thập Đại Ác Nhân nuôi dưỡng ở trong Ác Nhân Cốc và truyền mánh khóe, còn Hoa Vô Khuyết thì được Di Hoa Cung truyền thụ võ công tuyệt đỉnh.
Số phận đẩy Tiểu Ngư Nhi và Hoa Vô Khuyết vào cuộc chiến một mất một còn nhưng cũng vén bức màn bí ẩn về quá khứ chung của họ. Hai người gặp nhau rồi kết làm bằng hữu.

## Các nhân vật khác

### Tây Môn Xuy Tuyết
Tây Môn Xuy Tuyết là một kiếm khách tuyệt đỉnh với hình ảnh của một đại hiệp chuyên mặc áo trắng và là khắc tinh của cái ác. Nổi tiếng với Nhất Kiếm Tây Lai và Lãnh Ngạo Kiếm Tuyết, Tây Môn Xuy Tuyết tuy bề ngoài lạnh lùng như tuyết nhưng thực chất là một người trọng nghĩa khí nhất là tình bạn. Anh ta sử dụng kiếm điêu luyện, chớp mắt có thể lấy mạng đối thủ. Dù cho có vợ con nhưng đây vẫn là kiếm thủ vô địch

### Hoa Mãn Lâu
Hoa Mãn Lâu (Hua Man Lou) là một người bạn tốt của Lục Tiểu Phụng, tuy bị mù nhưng anh có khứu giác rất tinh nhạy và nhờ khứu giác này anh phát hiện ra nhiều bí ẩn trong các vụ án. Hoa Mãn Lầu có vũ khí là một cây quạt

### Diệp Cô Thành
Diệp Cô Thành là một nhân vật truyền kỳ và huyền thoại vào loại bậc nhất trong thế giới của Cổ Long. Xuất thân, võ công đều không được đề cập bởi Cổ Long như bao nhân vật khác của ông. Y rất thích bài thơ "Lương Châu Từ" hay "Xuất Tái" của Vương Chi Hoán. Y thành danh bởi chiêu kiếm Thiên Ngoại Phi Tiên, tề danh với Nhất Kiếm Tây Lai của Tây Môn Xuy Tuyết cũng như là Bắc Kiều Phong, Nam Mộ Dung Phục của Kim Dung vậy. Diệp Cô Thành coi Lục Tiểu Phụng như bằng hữu, và y cũng chỉ xem trọng vào mắt mình có Lục Tiểu Phụng và Tây Môn Xuy Tuyết. Y là con người cuồng ngạo, cô độc, tịch mịch. Y cho rằng: "Lâu cao thì cô tịch".
Ông và Tây Môn Xuy Tuyết có nhiều điểm chung:
- Đều dùng trang phục trắng
- Xa lánh với thế tục
- Không đam mê tửu sắc: Y đã từng nói mình chỉ uống bạch thủy tinh khiết

Lục Tiểu Phụng đã cho rằng, giữa hai kẻ kiếm pháp kinh hồn lục phách ấy lại có vô vàn điểm chung. Diệp Cô Thành đã từng một lần giao đấu bất phân thắng bại với Lục Tiểu Phụng, khi y tung ra chiêu Thiên Ngoại Phi Tiên thì Lục Tiểu Phụng đã dùng Linh Tề Nhất Chỉ chống lại chiêu kiếm ấy. Sau này, Diệp Cô Thành tham gia âm mưu lật đổ hoàng thượng của Vương Gia, thực hiện kế trộm long tráo phụng, bằng cách thay một người giống hệt với Hoàng Thượng. Diệp Cô Thành đồng thời ước chiến với Tây Môn Xuy Tuyết tại đỉnh Tử Cấm Thành để hợp thức hoá sự có mặt của mình ở Trung Nguyên. Sự hiệp ước ấy cũng trở nên truyền kì qua câu: "Nguyệt viên chi dạ. Tử cấm chi đỉnh. Nhất Kiếm Tây Lai. Thiên Ngoại Phi Tiên".
Cùng thời điểm Diệp Cô Thành vào tử cấm thành hành thích hoàng thượng, một Diệp Cô Thành giả đã được sắp xếp để giao đấu với Tây Môn Xuy Tuyết. Không may, kế hoạch ấy đã bị phát hiện bởi Lục Tiểu Phụng, Diệp Cô Thành đánh ra ba chiêu, nhưng đều bị Lục Tiểu Phụng cản phá. Trong cơn hoảng hốt, Diệp Cô Thành phóng ra ngoài và chấp nhận giao đấu với Tây Môn Xuy Tuyết. Kiếm pháp của Tây Môn Xuy Tuyết tuy ảo diệu, nhưng đã không thoát ra nổi sự khống chế của Diệp Cô Thành.
Kiếm của Nhất Kiếm Tây Lai dường như bị một cái gì đó ràng buộc, nó không phiêu hốt, uyển chuyển thanh thoát như mây trắng trên nền trời xanh của Thiên Ngoại Phi Tiên nên đã thua mất nửa chiêu. Tây Môn Xuy Tuyết dường như sẽ chết về tay của Diệp Cô Thành thì Diệp Cô Thành chệch mũi kiếm ra và lao mình vào kiếm của Tây Môn Xuy Tuyết. Y biết rằng, mình có bại Tây Môn Xuy Tuyết thì cũng phải đối mặt với triều đình, nên đã chọn một cái chết của bậc kiêu hùng. Tây Môn Xuy Tuyết hiểu ra và thành toàn cho y. Sau cuộc chiến, Tây Môn Xuy Tuyết đem di thể của Diệp Cô Thành đi.

### Cung Cửu
Là một nhân vật quyền lực trong truyện Lục Tiểu Phụng, có võ công cao cường và quái dị nhất. Thân phận thực sự của Cung Cửu chính là Thái Bình Vương thái tử nhưng đồng thời cũng là một kẻ biến thái. Y ham muốn được người khác dùng roi đánh mình và cảm thấy thỏa mãn vì điều đó. Mục đích chính của Cung Cửu là hành thích hoàng đế, chiếm ngôi vua. Và để thực hiện được mục đích ấy, y đã truy sát Lục Tiểu Phụng, đồng thời bắt chàng phải lựa chọn giữa việc trở thành sát thủ cho y hoặc phải chết. Trong trận chiến cuối cùng, Cung Cửu rốt cục đã thất bại bởi chính sự biến thái của mình.

### Nhất Điểm Hồng
Trung Nguyên Nhất Điểm Hồng là nhân vật trong bộ tiểu thuyết truyền kỳ Sở Lưu Hương đệ nhất sát thủ trên giang hồ, nổi tiếng với Khoái Kiếm Thất Thức và đặc biệt là Mi Tâm Nhất Kiếm, khi đã ra tay không ai thoát chết. Khi giết người chỉ lia một nhát ngay huyệt ấn đường ở giữa mi tâm của đối phương. Nạn nhân khi ngã xuống thi thể vẫn sạch sẽ, chỉ có một vệt máu nhỏ ở giữa cặp lông mày: giới giang hồ từ đó truyền tai nhau ba chữ nhất điểm hồng. Ai cũng biết đòn đánh chí mạng của Nhất Điểm Hồng nhằm ngay mi tâm nhưng xưa nay không một ai tránh thoát. Riết rồi không ai nhớ tên thật của anh ta là gì. Trung Nguyên Nhất Điểm Hồng nhanh chóng trở thành ngoại hiệu, vang như sấm rền, khách giang hồ nghe tên lập tức tránh xa.
Nhưng rồi đệ nhất sát thủ sa vào lưới tình. Anh ta rửa tay gác kiếm, quyết thoái ẩn giang hồ để sống những ngày tươi đẹp bên cạnh người vợ trẻ. Nhất Điểm Hồng mở một quán ăn nhỏ ven đường, ngày ngày cặm cụi rửa bát, quét nhà, bưng bê phụ vợ. Để tránh tiết lộ thân phận, anh ta không bao giờ hiển lộ võ công. Sát thủ lừng lẫy một thời bây giờ chỉ là một kẻ tầm thường dưới mắt thiên hạ. Rồi một ngày kia, bỗng nhiên đạo tặc kéo đến, cướp của, đốt nhà. Khi bọn cướp lôi vợ y ra toan làm nhục, một đường kiếm đột ngột lóe lên, những tên cướp ngã xuống mà không kịp biết điều gì vừa xảy ra.

### Thiên Phong Thập Tứ Lang
Thiên Phong Thập Tứ Lang (chữ Hán: 天楓 十四郎, phiên âm: Tiānfēng Shísìláng, chữ Nhật: てんふう じゅうしろう) là một nhân vật hư cấu trong tiểu thuyết võ hiệp của nhà văn Cổ Long, xuất hiện trong bộ tiểu thuyết kiếm hiệp có tên "Sở Lưu Hương liệt hệ" tại phần 1: "Huyết hải phiêu hương". Đây là một kiếm sĩ vô địch Nhật Bản, cả đời cầu đạo đã sang Trung Nguyên khiêu chiến với các cao thủ võ lâm nơi đây tạo nên sóng gió võ lâm, cuối cùng chịu một kết cục bi đát.
Trong tiểu thuyết, Thiên Phong Thập Tứ Lang được giới thiệu là một kiếm khách đến Trung thổ từ xứ Phù Tang (Nhật Bản ngày nay), ông ta luôn mang theo một thanh kiếm Nhật và có một tuyệt chiêu lợi hại là chiêu "Nghinh phong nhất đao trảm". Với tuyệt chiêu này, Thiên Phong Thập Tứ Lang đã là kiếm khách vô địch toàn Nhật Bản, sau đó, vì mong muốn cầu đạo, đạt cảnh giới cao nhất trong võ học và tìm được một đối thủ xứng đáng để quyết đấu, ông đã cùng gia đình (gồm vợ và ba người con) rời khỏi Phù Tang, vượt biển đến Trung thổ (tức là Trung Quốc ngày nay) và thách đấu với các cao thủ giang hồ, võ lâm Trung Hoa.
Bằng tuyệt chiêu lợi hại Nghinh phong nhất đao trảm, ông đã đánh bại liên tiếp các cao thủ võ lâm các phái ở Trung Nguyên, gây chấn động võ lâm và tạo một phen sóng gió giang hồ. Để bình loạn giang hồ, đánh bại tay kiếm khách Phù Tang này, đã có hai cao thủ của Trung thổ ra nghênh chiến là đại sư của Thiếu Lâm và Bang chủ Cái bang. Trước khi giao chiến với 2 đại nhân vật này, Thiên Phong Thập tứ Lang đã bị trọng thương trước cho nên mục đích của cuộc chiến với ông là để gửi gắm 2 người con.
Sau đó, vì trọng nghĩa khí của một kiếm khách cả đời cầu đạo, hai vị cao thủ này đã nhận hai người con của Thiên Phong Thập Tứ lang về nuôi dưỡng (vợ và người con đầu trước đó đã lưu lạc). Người con được đại sư Thiếu Lâm nhận nuôi được đặt tên là Diệu Tăng Vô Hoa, người con út được Bang chủ Cái bang nhận nuôi được đặt tên là Nam Cung Linh. Hai người con này sau đó liên lạc được với nhau, hợp mưu giết hại hai cao thủ này để trả thù cho cha, đồng thời có âm mưu xưng bá giang hồ làm cho giang hồ dậy sóng, từ đó kéo theo cuộc phiêu lưu của chàng lãng tử Sở Lưu Hương.

### Long Tiêu Vân
Long Tiêu Vân là người anh em với Lý Tầm Hoan và cũng là người đã cưới Lâm Thi Âm, người yêu của Lý Tầm Hoan. Long Tiêu Vân đã từng cứu sống Lý Tầm Hoan trở thành ân nhân số một của Lý Thám Hoa. Sau đó được Lý Tầm Hoan mời về Lý gia trang để cùng thề nguyền kết tình huynh đệ nhằm đền đáp phần nào công ơn của Long Tiêu Vân đối với mình. Với tài diễn kịch để lừa Lý Tầm Hoan cho nên khi biết Long Tiêu Vân yêu Lâm Thi Âm, người yêu đã gắn bó với mình từ thuở nhỏ, và tình cảm không được đáp trả thì Long Tiêu Vân ngày càng tiều tụy và sắp chết vì thất tình. Lý Tầm Hoan cho rằng cứ tận hưởng tình yêu với Lâm Thi Âm mặc cho Long Tiêu Vân chết vì sầu khổ, đoạn đời còn lại chàng chẳng bao giờ có thể sống thanh thản.
Lý Tầm Hoan đã mượn cuộc rượu, mượn nhan sắc nhằm hạ thấp mình để cho Lâm Thi Âm có cơ hội lựa chọn kỹ càng hơn giữa một lãng tử và một bậc sư huynh Long Tiêu Vân. Lâm Thi Âm sau đó đã chọn Long Tiêu Vân, âu đó cũng là sự lựa chọn thường tình của một nữ nhi luôn muốn tìm cho mình một chỗ dựa chắc chắn và bình ổn. Chưa kể đến sau này Lý Tầm Hoan nhường lại toàn bộ gia sản cho Long Tiêu Vân.
Sau khi Lý Tầm Hoan ra đi và trở về, Long Tiêu Vân đã dùng mọi thủ đoạn để hạ bệ Lý Tầm Hoan. Tuy nhiên Long Tiêu Vân cũng có bi kịch của mình, khi biết rằng người vợ mà mình yêu dấu vẫn mang nặng trong tim hình bóng của Lý Tầm Hoan. Niềm tin về tình bằng hữu mà Lý Tầm Hoan đặt vào Long Tiêu Vân lại chính là một sai lầm của anh này.
Long Tiêu Vân đủ nham hiểm để hiểu và lợi dụng Lý Tầm Hoan trong khi Lý Tầm Hoan đã đánh giá quá cao nhân cách Long Tiêu Vân. Long Tiêu Vân giật dây những bằng hữu của ông ta để vu vạ đổ cho Lý Tầm Hoan là Mai Hoa Đạo, một kẻ bại hoại gây ra những tội ác tày trời trong giới võ lâm. Tuy sau này âm mưu bị vạch mặt nhưng Lý Tầm Hoan cũng không thể nhẫn tâm với một Long Tiêu Vân đầy thủ đoạn mà chàng từng tôn làm sư huynh.

### Nam Cung Linh
Nam Cung Linh là thiên kim của Khổng tước sơn trang. Cô nàng không chỉ xinh đẹp mà còn rất trong sáng, hoạt bát và dễ thương.

### Phong Nam Nhạn
Phong Nam Nhạn (風南雁) là một nhân vật trong bộ tiểu thuyết Sở Lưu Hương của nhà văn võ hiệp Cổ Long. Phong Nam Nhạn là hồng nhan tri kỷ của Sở Lưu Hương. Cô là Đại đệ tử của Huyền Băng Cung. Cô xuất hiện trong phần 2 và 3 của loạt phim về Sở Lưu Hương ("Bí Mật Hổ Phách Quan Âm".

### Mộ Dung Tiên
Mộ Dung Tiên là tiểu thư của gia tộc Mộ Dung, có biệt danh là Tiểu Tiên Nữ. Cô có gương mặt phúc hậu, tính cách ngọt ngào, đáng yêu.